# قصر الأربعون عمودا قزوين
قصر الأربعون عمودا قزوين (بالفارسية: کاخ چهل‌ستون قزوین) هو قصر تاريخي يعود إلى عصر السلالة الصفوية، ويقع في قزوين.